# Ni Geminorum
Ni Geminorum (ν Gem / 18 Geminorum / HD 45542) es una estrella múltiple en la constelación de Géminis de magnitud aparente +4,14.
Se encuentra a unos 500 años luz de distancia del sistema solar.
El sistema Ni Geminorum está dominado por una binaria cercana cuya componente principal, llamada Ni Geminorum Aa1, es una gigante o subgigante de tipo espectral B6III con una temperatura aproximada de 14.000 K.
Aunque los parámetros del sistema no son bien conocidos, Ni Geminorum Aa1 puede ser tan luminosa como 840 soles y tener una masa comprendida entre 4,5 y 4,8 masas solares.
Su velocidad de rotación proyectada es de 220 km/s.
De la componente secundaria de esta binaria, Ni Geminorum Aa2, nada se sabe.
Su período orbital es de 53,72 días y la separación media entre ambas estrellas es de ~ 0,5 UA.
Una tercera estrella, Ni Geminorum Ab, orbita alrededor de la binaria Aa1-Aa2. Muy difícil de resolver —su separación visual con ella es de apenas una o dos décimas de segundo de arco—, su luminosidad puede ser 330 veces mayor que la del Sol y puede tener una masa aproximada de 4,0 - 4,2 masas solares.
Su órbita es notablemente excéntrica, lo que hace que su separación con la binaria oscile entre 20 y 1,5 UA. Puede emplear unos 13 años en completar una órbita, si bien esta cifra es sólo aproximada.
Asimismo, es una estrella Be cuyo espectro muestra emisiones procedentes de un disco circunestelar.
Una cuarta estrella puede completar el sistema estelar. Visualmente a casi 2 minutos de arco, Ni Geminorum B (HD 257937) tiene magnitud +7,97.
De tipo espectral B8, es a su vez una estrella binaria.
Si verdaderamente forma parte del sistema, su distancia respecto a la estrella triple Ni Gemnorum A es de al menos 17.000 UA.